# 横井美沙
横井 美沙（よこい みさ、1988年3月10日 - ）は、日本の女子バスケットボール選手。
山梨クィーンビーズに所属している（2018年時点）。ポジションはフォワード。

## 来歴
1988年3月10日、長野県に生まれる。
佐久長聖高校、長野経済短期大学を経て長野大学を卒業する。
NKO、東京海上日動ビックブルでプレイし、山梨クィーンビーズへ。(株)フィッツ（山梨市民総合体育館）勤務。
2018年度バスケットボール女子日本代表候補メンバーに、シューティングガードとして選出された。

## 賞歴
- 関東実業団リーグ・選手権[1]
  - 最優秀選手
  - リバウンド王
  - 得点王